# Stadio Carlo Pranzo
Lo stadio Carlo Pranzo era un impianto sportivo della città di Lecce. Ospitava gli incontri interni calcistici del Lecce.

## Storia
Negli anni venti del Novecento lo sviluppo dello sport e del calcio in particolare a Lecce pone alcuni problemi di carattere pratico. Si avverte, quindi, la necessità di un vero campo sportivo.
Il questore Fabbri si fa promotore della costruzione di un centro polisportivo. L'area individuata per la realizzazione di quest'opera è proprio quella compresa tra porta Napoli e viale Brindisi, a ridosso delle mura cinquecentesche. Venne tagliato il boschetto che insisteva nell'area e al suo posto sorse il centro polisportivo. Il progetto prevedeva la realizzazione di un campo per il calcio, palestre per pugilato, scherma, ginnastica e pattinaggio, una pista per il ciclismo, podismo, motociclismo, campetti da tennis e strutture per il tiro a segno. Inizialmente il progetto del 1923 prevedeva l'intitolazione a Gino Buttazzi (giovanissimo studente leccese della Scuola Enologica, assassinato il 21 maggio 1923 ad Avellino). L'impianto sportivo venne, però, inaugurato il 30 marzo 1924 come Campo XXVIII Ottobre o Campo Achille Starace su volere del regime fascista. Terminato il periodo fascista, l'impianto venne dedicato a Carlo Pranzo, ex calciatore della squadra salentina, venuto a mancare durante la seconda guerra mondiale.
Nel 1966 il Lecce si trasferì nel nuovo stadio Via del mare, quindi il Carlo Pranzo venne abbandonato e in seguito demolito nel 1985. Oggi al suo posto sorge un parco.

## Struttura
L'impianto aveva una capienza di 12 000 posti, aveva le tribune in legno e il terreno di gioco era in terra battuta.